# پسران برزیل (رمان)
پسران برزیل (انگلیسی: The Boys from Brazil) رمانی از آیرا لوین است که توسط راندوم هاوس منتشر شد.
این رمان در تاریخ ۲۱ اکتبر ۱۹۷۶ در کشور ایالات متحده آمریکا منتشر شده است.